# 岩本俊介
岩本 俊介（いわもと しゅんすけ、1984年4月13日 - ）は、千葉県成田市出身の競輪選手。日本競輪学校（当時。以下、競輪学校）第94期生。日本競輪選手会千葉支部所属。

## 来歴
中学はバスケットボール部に所属。高校・大学は陸上部に所属し、大学3・4年次に関東インカレでの優勝経験を持つ。しかし陸上でアスリートとしてプロになることは現実的ではなく、卒業後の進路を悩んでいた。過去に陸上関係での友人である藤田大輔が高校卒業後に適性試験で競輪学校に入学していたことから、自転車競技未経験でも競輪選手になれることを知り、周りの就職活動に合わせて競輪の世界へと飛び込んだ。
競輪学校94期生として在校成績13位で卒業し、2008年7月1日に千葉競輪場でデビュー(1着、1着、1着の完全優勝)。2009年9月にオールスター競輪でGI初出場。それ以降数々の特別競輪に出場するも、決勝進出はGIIの3レース(2011年春共同通信社杯競輪・7着、2021年サマーナイトフェスティバル・8着、2022年サマーナイトフェスティバル・2着)のみで、GIでの優出は中々果たせなかった。
2024年、日本選手権競輪において初のGI決勝戦進出。単騎戦となったが茨城埼玉勢の後ろから直線で差し2位入賞。この高額賞金を年末まで守り切り、自身初のKEIRINグランプリ出場と次年のS級S班入りを決めた。その年末のグランプリでは、1日早く27日に競輪場入りしてしまい『門前払い』されるハプニングがあった（岩本によると、千葉の自宅からマイカーを飛ばして訪れたものの『門前払い』されたことで当日は一旦自宅に戻り、翌日改めてマイカーを飛ばして静岡まで来たという）。